# Dasaretas

Mapa de Epiro con la ubicación de los dasaretas y otros pueblos.

Dasaretas o dexaros (en griego antiguo: Δασσαρέται/Δεξάροι) fueron una antigua tribu de Epiro, la subtribu más septentrional de los caones, que vivían desde el monte Amiro (Tomorr) al lago de Ocrida, en la frontera con Iliria, en una región llamada Dasaretia. Según William Smith, eran de origen ilirio y tenían como nombre alternativo dasaretios (en latín: dassaretii).
Esto, sin embargo, podría tratarse de un error interpretativo de Estrabón, cuando menciona la tribu iliria de los dasarecios, que vivía más al norte. El geógrafo del siglo VI a. C., Hecateo de Mileto los describe como la tribu más septentrional de la caones, un pueblo de lengua griega que habitaba cerca de la tribu iliria de los enquelios. Estrabón, citando a Teopompo, escribió sobre las 14 tribus epirotas hablantes de un dialecto griego occidental, de los cuales los dasaretas formaban parte.